# كارلتون موس
كارلتون موس (بالإنجليزية: Carlton Moss)‏ هو مخرج أمريكي، ولد في 14 فبراير 1909 في نيوآرك في الولايات المتحدة، وتوفي في 10 أغسطس 1997 في لوس أنجلوس في الولايات المتحدة.

## وصلات خارجية
- كارلتون موس على موقع IMDb (الإنجليزية)
- كارلتون موس على موقع الموسوعة البريطانية (الإنجليزية)
- كارلتون موس على موقع أول موفي (الإنجليزية)
- كارلتون موس على موقع قاعدة بيانات الفيلم (الإنجليزية)
- كارلتون موس على موقع كينوبويسك (الروسية)